# Autostrada A711 (Franța)
Autostrada A711, sau A711, este o autostradă franceză scurtă care face legătura între centrul orașului Clermont-Ferrand și A89 în direcția Lyon. Ea contribuie în principal la conexiunile A75 - A89-Est.
Având o lungime de 11 kilometri, aceasta este parțial concesionată către ASF. Secțiunea concesionată este integrată în sistemul închis de taxare al A89, iar secțiunea gratuită neconcesionată este gestionată de DIR Massif-Central.
O ramificație cu caracteristici reduse (A712), exploatată de DIR Massif-Central, permite legătura cu D2089 spre Thiers.
Secțiunea situată la vest de A71 avea până în 2024 o semnalizare de autostradă, deși nu a fost niciodată clasificată în rețeaua de autostrăzi. Aceasta aparține oficial RN89.

## Istoric
Declarații de utilitate publică:
- 02.02.1972: Secțiunea Lempdes - Clermont-Ferrand-Est (ieșirea 1.3 - A71), (→ RN89)[1]
- 02.02.1972: Secțiunea Clermont-Ferrand-Est - Clermont-Ferrand-Avenue du Brézet (A71 - VC), (→ RN89)[2]
- 21.01.1976: Secțiunea Lussat - Lempdes (A89 - ieșirea 1.3)[3]
- 27.10.1987: Secțiunea Lempdes - Clermont-Ferrand-Est (ieșirea 1.3 - A71), (→ RN89)[4]

Darea în folosință:
- 19.12.1975: Secțiunea Lempdes - Clermont-Ferrand-Est (ieșirea 1.3 - A71), (→ RN89)
- 19.12.1975: Secțiunea Clermont-Ferrand-Est - Clermont-Ferrand-Avenue du Brézet (A71 - VC), (→ RN89)
- 24.10.1978: Secțiunea Lussat - Lempdes (A89 - ieșirea 1.3)
- 1987: Secțiunea Lempdes - Clermont-Ferrand-Est (ieșirea 1.3 - A71), (→ RN89)
- 1995: Nod rutier Pont-du-Château (A712)
- 2016: Zonă de odihnă la est de Clermont-Ferrand (închisă)

## Traseu
| De la Clermont-Ferrand la A71; secțiune gratuită neconcesionată, având statut de drum expres (RN89), gestionată de DIR Massif-Central. | |                 |
| RN89 | |                 |
| 1.1b - La Pardieu | Cartiere deservite: Clermont-Ferrand-La Pardieu, C.H.R.U. (nod rutier parțial).                                           | M711            |
| 1.1a - Le Brézet | Cartier deservit: Clermont-Ferrand-Le Brézet (nod rutier parțial).                                                        | M711            |
| Intersecție | Nod rutier între A71, A75 și A711: A89 (Bordeaux, Limoges), Paris; Montpellier, Aurillac (nod rutier parțial).            | A71 A75 A89 E11 |
| RN89 | |                 |
| De la A71 până la ieșirea 1.3; secțiune gratuită neconcesionată, gestionată de DIR Massif-Central.                                     | |                 |
| A711 | |                 |
| 1.2 - Lempdes-centre | Oraș deservit: Lempdes (nod rutier parțial).                                                                              |                 |
| 1.3 - Lempdes-Z.A. | Oraș deservit: Lempdes, Lempdes-Z.A..                                                                                     | M766            |
| De la ieșirea 1.3 până la ieșirea 1.4; secțiune gratuită concesionată către ASF.                                                       | |                 |
| 1.4 | Nod rutier între A712 și A711: Thiers, Aulnat, Cournon-d'Auvergne, Pont-du-Château, Aeroportul Clermont-Ferrand Auvergne. | A712            |
| De la ieșirea 1.4 până la A89; secțiune cu taxă (sistem închis al A89), concesionată către ASF.                                        | |                 |
| A711 | |                 |
| Intersecție | Nod rutier între A89 și A711 (nod rutier parțial).                                                                        | A89 E70         |
| A89 E70 | |                 |